# Militärbeobachter

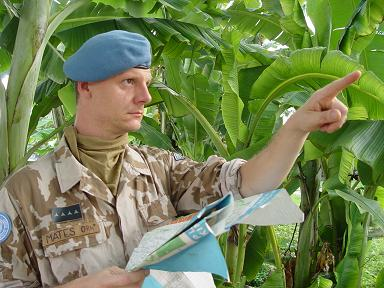
Militärbeobachter der Tschechischen Armee im Einsatz für die Mission der Vereinten Nationen in der Demokratischen Republik Kongo

Militärbeobachter, kurz MILOB für Military Observer oder UNMO für United Nations Military Observer, sind militärische, aber unbewaffnete Einsatzkräfte der Friedenstruppen der Vereinten Nationen, von Friedensmissionen anderer Institutionen wie der Organisation für Sicherheit und Zusammenarbeit in Europa (OSZE), der Afrikanischen Union (AU) oder von neutralen Staaten. Ihre Aufgabe ist das Beobachten von militärischen Aktivitäten während eines bewaffneten Konflikts oder nach einem Friedensschluss. Ziel ihres Einsatzes ist insbesondere die Einhaltung des humanitären Völkerrechts oder der Bestimmungen von Waffenstillstandsabkommen oder Friedensverträgen durch die Konflikt- beziehungsweise Vertragsparteien zu überwachen.
Zu den Tätigkeiten von Militärbeobachtern gehört das Beobachten und Überwachen von Truppenbewegungen oder Materialverlegungen, die Verifikation militärischer Verbände sowie die Unterstützung der Kommunikation zwischen den verschiedenen Konfliktparteien und zwischen den Friedenstruppen und den Konfliktparteien. Weitere wichtige Aufgaben sind die Befragung der Zivilbevölkerung und die Überwachung der Versorgungslage sowie die Protokollierung und Meldung ihrer Beobachtungen an die Leitung der jeweiligen Mission oder an das Hauptquartier der Vereinten Nationen. Militärbeobachter gelten als „Augen und Ohren“ einer Friedensmission. Im Einsatz treten sie in der Uniform ihrer Heimatarmee auf, gegebenenfalls ergänzt um das blaue Barett der UN-Friedenstruppen, ein gelbes Barett bei Militärbeobachtern der OSZE oder ein grünes Barett bei Friedenstruppen der AU.
Seit dem Beginn der UN-Friedensmissionen im Jahr 1948 bis Ende 2021 haben 95 Militärbeobachter bei Einsätzen der UN-Hauptabteilung Friedenssicherungseinsätze und fünf Militärbeobachter anderer Friedensmissionen ihr Leben im Einsatz verloren, rund ein Fünftel davon im Rahmen der United Nations Truce Supervision Organization im Nahen Osten.
Die Bundeswehr bildet am Vereinte Nationen Ausbildungszentrum (VNAusbZBw) Soldaten zu United-Nations-Militärbeobachtern aus.